# Coaching
Coaching (dansk træning) er en udviklingspraksis, der involverer en coach og en coachee (den person, der modtager coaching), og som fokuserer på at hjælpe coachee med at nå specifikke personlige eller professionelle mål. Coaching er ikke det samme som rådgivning, psykoterapi eller mentorordninger; det handler om at hjælpe coachee med at finde deres egne løsninger og udvikle deres egne færdigheder.
Coaching er et begreb indenfor udvikling, der nyere tid har coaching sit udgangspunkt i sportsverdenen og er herfra udviklet sig til at blive anvendt både i erhvervslivet og i privatlivet. Hvor coaching i sporten har medvirket til at skabe vindere, har coaching også i erhvervslivet et fokus på at identificere mål og skabe resultater.

## Oprindelse og definition
Timothy W. Gallwey og Sir John Whitmore har skabt grundlaget for coaching.[kilde mangler] Gallwey var tennistræner og beskriver sin tilgang til coaching i bogen ”The Inner Game of Tennis”. Whitmore startede sin karriere som racerkører, tog til USA for at læse psykologi og mødte Gallwey. Whitmore er forfatter til klassikeren ”Coaching at Work”, som er udkommet på 22 sprog og trykt i mere end 500.000 eksemplarer.
Whitmores definition af coaching handler om: ”…at slippe en persons potentiale løs for derved at maksimere dennes præstation. Det er at hjælpe ham til at lære, snarere end at lære ham noget”. (Whitmore 1997).
Fra ovenstående klassiske definition af coaching har coaching udviklet sig i forskellige retninger, som overordnet kan beskrives ud fra 3 indgangsvinkler:
1. Coaching er alt det en leder/konsulent/coach (dansk træner) gør for at frigøre potentialet i andre mennesker.
2. Coaching er en specifik metode/teknik til at frigøre potentialet i andre mennesker.
3. Coaching er en holdning og en række værdier, som ligger bag alt det, en leder gør i lederrollen og det er et generelt værdisæt bag ved god ledelse.

## Tilgange
Coaching er en proces, der hjælper individer med at forbedre deres præstationer, udvikle sig personligt og professionelt, og nå deres mål. Der er flere vigtige tilgange til coaching, som hver har sine egne metoder og fokusområder. Her er nogle af de mest anerkendte tilgange:

### Performancecoaching
Performancecoaching er en målrettet coaching-tilgang, der fokuserer på at forbedre en persons præstationer inden for specifikke områder, ofte relateret til deres arbejde, sport, eller andre præstationsorienterede aktiviteter. Målet er at hjælpe coachee (den person, der modtager coaching) med at nå sit fulde potentiale og opnå konkrete resultater. Performancecoaching er en dynamisk og resultatorienteret proces, der hjælper individer med at opnå deres bedste præstationer gennem struktureret støtte, vejledning og feedback.

### Løsningsfokuseret coaching
Løsningsfokuseret coaching er en coachingtilgang, der fokuserer på at identificere og bygge videre på klientens eksisterende ressourcer og succeser for at finde løsninger på deres problemer og nå deres mål. I stedet for at dvæle ved problemer og deres årsager, lægger denne tilgang vægt på fremtiden og de positive forandringer, klienten ønsker at opnå.
Løsningsfokuseret coaching er en effektiv metode til at skabe positive forandringer ved at fokusere på, hvad der allerede virker, og hvordan disse succeshistorier kan udvides og gentages. Ved at fremme en positiv og fremadrettet tankegang hjælper denne tilgang klienter med at realisere deres mål og forbedre deres livskvalitet.

### Kognitiv coaching
Kognitiv coaching er en coachingtilgang, der fokuserer på at identificere og ændre uhensigtsmæssige tankemønstre og kognitive processer, som kan hindre en person i at nå deres mål. Denne form for coaching trækker på principper fra kognitiv adfærdsterapi og anvender dem i en coachingkontekst for at fremme personlig udvikling og effektivitet.
Kognitiv coaching er en effektiv metode til at hjælpe enkeltpersoner med at ændre deres tanker og adfærd for at opnå større personlig og professionel succes. Ved at anvende principper fra kognitiv adfærdsterapi i en coachingkontekst kan klienter lære at identificere og ændre uhensigtsmæssige tankemønstre, hvilket kan føre til varige positive forandringer.

### Systemisk coaching
Systemisk coaching er en tilgang til coaching, der fokuserer på individet i kontekst af de systemer, de er en del af, såsom deres familie, arbejdsplads, og samfund. Denne metode anerkender, at en persons adfærd, tanker og følelser er stærkt påvirket af deres relationer og det større system, de indgår i. Systemisk coaching bruger denne forståelse til at fremme personlig og professionel udvikling.
Systemisk coaching tilbyder en omfattende tilgang til udvikling ved at fokusere på de relationer og systemer, der omgiver individet. Ved at forstå og arbejde med disse komplekse dynamikker kan klienter opnå dybere indsigt og mere effektive forandringer i deres liv og karriere.

### Narrativ coaching
Narrativ coaching er en tilgang til coaching, der fokuserer på de historier, mennesker fortæller om deres liv, og hvordan disse historier påvirker deres identitet, adfærd og valg. Denne metode bygger på den narrative terapi og søger at hjælpe klienter med at reflektere over og omskrive deres personlige fortællinger for at skabe mere positive og styrkende livsoplevelser.
Narrativ coaching er en metode til at hjælpe enkeltpersoner med at omforme deres liv ved at ændre de historier, de fortæller om sig selv. Ved at arbejde med og omskrive disse fortællinger kan klienter opnå en dybere forståelse af sig selv og skabe mere positive og effektive veje fremad.

### Executive coaching
Executive coaching er en specialiseret form for coaching rettet mod ledere og højtstående medarbejdere i virksomheder og organisationer. Formålet med executive coaching er at forbedre lederens præstationer, udvikle ledelseskompetencer, og støtte dem i at opnå deres personlige og professionelle mål. Denne coachingform er ofte målrettet mod at håndtere specifikke udfordringer i lederrollen og forbedre virksomhedens overordnede effektivitet og succes.

### Psykodynamisk coaching
Psykodynamisk coaching er en tilgang til dybdecoaching, der anvender principper og teknikker fra psykodynamisk psykologi til at hjælpe enkeltpersoner med at forstå og ændre deres adfærd, tanker og følelser i en professionel kontekst. Denne form for coaching fokuserer på at afdække de ubevidste processer og tidlige livserfaringer, der påvirker en persons nuværende situation og adfærd.
Psykodynamisk coaching kan være særligt nyttigt for ledere, fagfolk og andre, der søger en dybere forståelse af deres egne indre barrierer og ønsker at opnå personlig og professionel udvikling. Ved at integrere psykologiske indsigter med praktiske coachingteknikker hjælper denne tilgang klienter med at opnå en mere tilfredsstillende og meningsfuld karriere og liv.

### Filosofisk coaching
Filosofisk coaching er en tilgang til personlig og professionel udvikling, der anvender filosofiske metoder og begreber til at hjælpe enkeltpersoner med at reflektere over deres liv, værdier, mål og beslutninger. Denne type coaching adskiller sig fra andre coachingmetoder ved at bruge filosofiske teknikker til at fremme selvforståelse og meningsfuld forandring.
Filosofisk coaching kan være gavnligt for personer, der søger en forståelse af sig selv og deres liv, og som ønsker at leve mere autentisk. Det er særligt nyttigt for dem, der står over for store livsbeslutninger eller ønsker at reflektere over deres livsretning og værdier. Ved at integrere filosofiske teknikker med coachingpraksis tilbyder denne tilgang en måde at arbejde med personlig udvikling og vækst.

### Livscoaching (Life coaching)
Livscoaching er en proces, der hjælper enkeltpersoner med at identificere og nå deres personlige mål, forbedre deres livskvalitet og opnå større tilfredshed. Denne form for coaching fokuserer på en bred vifte af livsområder, herunder karriere, forhold, sundhed, personlig udvikling og balance mellem arbejdsliv og privatliv.
Livscoaching er en dynamisk og personlig proces, der hjælper individer med at forbedre deres liv og opnå deres mål. Ved at arbejde med en livscoach kan klienter få den støtte og vejledning, de har brug for til at skabe positive forandringer og leve et mere opfyldt og tilfredsstillende liv.

### Mindfulness coaching
Mindfulness coaching er en coaching-tilgang, der integrerer principper og praksis fra mindfulness for at hjælpe individer med at blive mere opmærksomme, tilstedeværende og fokuserede. Formålet er at forbedre både mental og følelsesmæssig trivsel samt præstationer ved at fremme en øget bevidsthed om nuet. Mindfulness coaching er en helhedsorienteret tilgang, der hjælper individer med at opnå større balance, ro og effektivitet i både deres personlige og professionelle liv ved at fremme bevidsthed og nærvær i nuet.

### Transformationscoaching
Transformationscoaching er en dybdecoaching-tilgang, der sigter mod at skabe fundamentale ændringer i en persons liv ved at arbejde med deres grundlæggende overbevisninger, værdier og selvopfattelse. Målet er at facilitere en dyb personlig udvikling og transformation, som ofte strækker sig ud over specifikke mål eller præstationer til en mere omfattende forandring i, hvordan individet ser sig selv og sin plads i verden. Transformationscoaching er en holistisk og dybdegående tilgang, der hjælper individer med at foretage fundamentale ændringer i deres liv, hvilket fører til øget trivsel, autenticitet og livsopfyldelse.

### Gestaltcoaching
Gestaltcoaching er en tilgang til coaching, der bygger på principperne fra gestaltterapi, som blev udviklet af Fritz Perls, Laura Perls og Paul Goodman i midten af det 20. århundrede. Denne coachingmetode fokuserer på her-og-nu bevidsthed, selvopdagelse og personlig ansvarlighed. Gestaltcoaching hjælper klienter med at blive mere opmærksomme på deres tanker, følelser og adfærd i øjeblikket og arbejder med at integrere disse aspekter for at fremme personlig vækst og forandring.

### Postiv psykologi coaching
Positiv psykologi coaching (PPC) er en coaching-tilgang, som bygger på principperne fra positiv psykologi, en gren af psykologi, der fokuserer på menneskelig trivsel og styrker frem for kun at behandle mentale sygdomme og problemer. Formålet med PPC er at hjælpe individer med at nå deres fulde potentiale ved at fokusere på deres styrker, positive følelser og meningsfulde mål. Positiv psykologi coaching er en holistisk og styrkebaseret tilgang, der sigter mod at forbedre både præstationer og livskvalitet ved at bygge på individets styrker og fremme positive følelser og relationer.

### Eksistentiel coaching
Eksistentiel coaching er en coachingtilgang, der fokuserer på de grundlæggende spørgsmål om eksistens og menneskelivet. Denne metode bygger på principper fra eksistentiel filosofi og psykoterapi og hjælper klienter med at udforske og finde mening i deres liv, håndtere eksistentielle udfordringer og træffe autentiske valg.
Eksistentiel coaching tilbyder en ramme for personlig udvikling ved at fokusere på de grundlæggende spørgsmål om, hvad det vil sige at være menneske. Ved at hjælpe klienter med at udforske deres egen eksistens og finde autentiske måder at leve på, kan eksistentiel coaching fremme dybtgående og varige forandringer.

### Humanistisk coaching
Humanistisk coaching er en tilgang til coaching, der bygger på principperne fra humanistisk psykologi. Denne metode fokuserer på at hjælpe klienter med at realisere deres fulde potentiale, finde mening og formål i deres liv, og leve autentisk i overensstemmelse med deres værdier og ønsker. Humanistisk coaching er centreret omkring ideen om, at mennesker har en iboende evne til vækst og selvrealisering.
Humanistisk coaching er en tilgang til coaching, der hjælper klienter med at opdage deres sande selv, leve autentisk og realisere deres fulde potentiale. Ved at fokusere på empati, autentisk væren og klientens egen iboende evne til vækst, skaber humanistisk coaching en støttende ramme for personlig og professionel udvikling.

### Spirituel coaching
Spirituel coaching er en form for coaching, der fokuserer på individets spirituelle vækst og udvikling. Det handler om at hjælpe personer med at finde en dybere mening og formål i deres liv, ofte ved at udforske deres indre selv og deres forbindelse til noget større end dem selv, hvad enten det er en højere magt, universet eller deres egen indre visdom. Spirituel coaching er tilpasset den enkelte persons tro og behov og kan være en transformerende oplevelse, der fører til dybere indsigt og en mere meningsfuld tilværelse.

## Metodefokus: Specialiseret, integrativ og eklektisk coaching
Specialiseret, integrativ og eklektisk coaching er tre forskellige tilgange til coaching, hver med sin egen unikke filosofi og metode til at hjælpe klienter med at nå deres mål.
Specialiseret coaching fokuserer på en enkelt coachingmetode eller et specifikt område af ekspertise. Coaches, der anvender denne tilgang, har dybdegående viden og erfaring inden for et bestemt felt, såsom karrierecoaching, lederskabscoaching eller sundhedscoaching. De bruger specifikke teknikker og værktøjer, der er unikke for deres specialisering, og tilbyder målrettet støtte til klienter, der søger hjælp inden for dette område. Fordelen ved specialiseret coaching er coachens dybe ekspertise og evne til at tilbyde meget specifik vejledning og strategier.
Integrativ coaching kombinerer teknikker og metoder fra forskellige coachingtilgange for at skabe en mere holistisk og fleksibel coachingproces. Coaches, der anvender denne tilgang, trækker på forskellige teorier og praksisser, såsom kognitiv adfærdsterapi, gestaltcoaching og narrativ coaching, for at imødekomme klientens unikke behov. Integrativ coaching tilpasses den enkelte klient og deres specifikke situation, hvilket gør det muligt for coachen at tilbyde en skræddersyet coaching
Eklektisk coaching er mere fleksibel og uformel, idet den trækker på forskellige metoder og teknikker efter behov og tilpasser sig løbende til klientens situation. Coaches, der anvender en eklektisk tilgang, vælger og bruger de metoder, der synes mest passende og effektive i øjeblikket, baseret på klientens aktuelle behov og situation. Denne tilgang er meget tilpasningsdygtig og reagerer på klientens løbende udvikling. Fordelen ved eklektisk coaching er, at den tillader coachen at skifte mellem forskellige tilgange, hvilket giver en meget personlig coaching.

## Niveaufokus: Overflade- og dybdecoaching
Forskellen mellem overfladecoaching og dybdecoaching ligger primært i, hvor dybtgående og grundig coachingprocessen er, samt i fokusområderne og de anvendte teknikker. Overfladecoaching fokuserer på specifikke, konkrete og ofte kortsigtede mål eller problemer. Den arbejder med at ændre specifikke adfærdsmønstre og handlinger uden nødvendigvis at udforske de dybereliggende årsager. Teknikkerne i overfladecoaching omfatter målsætning, udvikling af konkrete handlingsplaner og strategier, samt tilbud om feedback og justeringer for at forbedre præstationen. Tidsrammen for overfladecoaching er typisk kortere, da fokus er på hurtige resultater og løsninger. Overfladecoaching arbejder primært på overfladeniveau og beskæftiger sig ikke med dybere følelsesmæssige eller psykologiske emner, hvilket giver en meget praktisk og resultatorienteret tilgang.
Dybdecoaching derimod fokuserer på dybere og ofte langvarige mål eller udfordringer. Den udforsker klientens værdier, overbevisninger, identitet og dybere motivationsfaktorer. Teknikkerne i dybdecoaching omfatter brug af selvrefleksion for at øge klientens selvbevidsthed og indsigt, udforskning af grundlæggende eksistentielle spørgsmål og livsformål for at arbejde med klientens personlige historier og narrativer, samt emotionel bearbejdning for at forstå og håndtere dybere følelsesmæssige og psykologiske emner. Tidsrammen for dybdecoaching er typisk længere, da den giver tid til dybere udforskning og vedvarende forandringer. Dybdecoaching arbejder med dybere følelsesmæssige, psykologiske og eksistentielle emner og har fokus på at skabe dybdegående og varige transformationer i klientens liv og selvforståelse.
Overfladecoaching er mere praktisk og kortsigtet med fokus på specifikke adfærdsmæssige ændringer og konkrete mål og er velegnet til klienter, der ønsker hurtige løsninger på bestemte problemer eller mål. Dybdecoaching er mere omfattende og langvarig med fokus på at udforske klientens identitet, værdier og dybere motivationsfaktorer og er velegnet til klienter, der søger dybere indsigt og varige forandringer i deres liv. Valget mellem overfladecoaching og dybdecoaching afhænger af klientens behov, mål og præferencer samt de specifikke udfordringer, de ønsker at tackle.

## Coach som titel
Coach er en ikke-beskyttet titel, som benyttes i mange brancher i dag, og som derfor ikke har en klar og entydig definition.
ICF, EMCC, ICC og INLPTA er alle organisationer, som på forskellig vis certificerer coaches og dermed giver deres bud på, hvordan man kan vurdere en coachs kompetencer.

## Særlige former for coaching

### Individuel coaching
Individuel coaching er en personlig og målrettet udviklingsproces, hvor en coach arbejder en-til-en med en klient for at hjælpe dem med at nå deres personlige eller professionelle mål, overvinde udfordringer og realisere deres fulde potentiale. Denne form for coaching fokuserer på klientens unikke behov, mål og situation og tilbyder skræddersyet støtte og vejledning.

### Teamcoaching
Teamcoaching fokuserer på at forbedre samarbejdet, kommunikationen og præstationen inden for et etableret team. Formålet er at hjælpe teamet med at arbejde mere effektivt sammen, nå fælles mål og overvinde interne udfordringer.

### Gruppecoaching
Gruppecoaching fokuserer på individuel udvikling inden for en gruppeindstilling. Deltagerne kan have forskellige mål og komme fra forskellige baggrunde, men de drager fordel af fælles læring og støtte. Formålet er at hjælpe deltagerne med at udvikle deres egne færdigheder og opnå deres personlige mål gennem interaktion med andre.

### Selvcoaching
Selvcoaching er en proces, hvor individer bruger coachingteknikker på sig selv for at forbedre deres personlige eller professionelle liv. Det indebærer, at man anvender selvrefleksion, målsætning og handlingsplanlægning for at opnå bestemte mål eller forbedre bestemte færdigheder uden hjælp fra en ekstern coach. Selvcoaching kan være særligt nyttigt for personer, der ønsker at tage kontrol over deres egen udvikling og vækst.

### Online coaching
Online coaching er en form for coaching, der leveres via digitale platforme, hvilket gør det muligt for coaches og klienter at arbejde sammen på trods af geografisk afstand. Denne type coaching kan finde sted via videoopkald, telefonopkald, e-mails, chatbeskeder eller specialiserede coachingplatforme. Online coaching dækker en bred vifte af coachingområder, herunder livscoaching, karrierecoaching, sundhedscoaching og meget mere.

## Forskel på coaching og psykoterapi
Coaching og psykoterapi er begge former for samtalebaseret støtte, men de adskiller sig på flere væsentlige punkter:
Coaching fokuserer på at hjælpe individer med at nå specifikke mål, forbedre præstationer eller udvikle bestemte færdigheder, og den er ofte fremtidsorienteret og løsningsfokuseret. Coaching henvender sig typisk til personer der allerede fungerer godt men ønsker at optimere deres potentiale eksempelvis i forhold til karriere personlig udvikling eller specifikke projekter. Coaches fokuserer ofte på forskellige teknikker og værktøjer for at fremme klientens egen indsigt og handlinger, og processen er samarbejdsorienteret og handler om at facilitere klientens egne løsninger. Der er mange forskellige træningsprogrammer for coaches, men kravene og standarderne kan variere, og coaching kræver ikke en langvarig klinisk uddannelse.
Psykoterapi beskæftiger sig med at forstå og mindske mentale følelsesmæssige og psykologiske problemer og henvender sig til personer, som oplever psykiske eller følelsesmæssige udfordringer, der påvirker deres daglige liv og velbefindende. Psykoterapeuter anvender videnskabeligt baserede metoder, og processen kan være mere dybdegående. Psykoterapeuter skal have en formel uddannelse inden for psykoterapi, psykologi eller psykiatri, hvilket kræver en længerevarende træning end coaching. Psykoterapi kan være både kort- og langvarig afhængig af problemets natur og terapiens mål, og fokuserer typisk ikke på at lære klienter bestemte redskaber eller værktøjer.
Sammenfattende fokuserer coaching på personlig eller professionel udvikling og målsætninger mens psykoterapi fokuserer på mental sundhed og emotionelle problemer. Coaching kræver ikke en formel klinisk uddannelse, mens psykoterapi kræver en omfattende uddannelse og certificering. Coaching er typisk mere målorienteret og fremadskuende, mens psykoterapi kan være mere dybdegående og inkluderer ofte en udforskning af klientens fortid. Selvom der er overlap i de anvendte metoder, er det vigtigt at vælge den rigtige tilgang baseret på individets behov. Coaching kan være gavnligt for dem der søger at forbedre bestemte aspekter af deres liv eller arbejde, mens psykoterapi er mere passende for dem, der har brug for hjælp med psykiske eller følelsesmæssige problemer.

## Anvendelsesområder

### Professionel udvikling
Karrierecoaching hjælper med karriereplanlægning, jobskifte kompetenceudvikling og håndtering af arbejdsrelaterede udfordringer. Ledelsescoaching støtter ledere og ledelsesteams i at forbedre deres lederevner beslutningstagning og evne til at lede og motivere deres team.

### Forretningsudvikling
Executive coaching støtter topledere i at udvikle deres strategiske tænkning lederskabskompetencer og organisatoriske effektivitet. Entreprenørcoaching hjælper iværksættere med at starte og skalere deres virksomheder håndtere udfordringer og nå forretningsmål.

### Personlig udvikling
Livscoaching, eksistentiel coaching og dybdecoaching hjælper individer med at identificere og nå personlige mål, forbedre livskvaliteten og opnå en bedre balance mellem arbejde og fritid. Sundheds- og wellness-coaching støtter individer i at forbedre deres fysiske og mentale sundhed gennem bedre livsstilsvalg såsom motion kost og stresshåndtering.

### Team- og organisationsudvikling
Teamcoaching styrker teamsamarbejde kommunikation og fælles målsætninger inden for en gruppe eller afdeling. Organisationscoaching hjælper hele organisationer med at navigere gennem forandringer forbedre virksomhedskultur og opnå strategiske mål.

### Dating
Dating coaching er en specialiseret form for coaching, der hjælper individer med at forbedre deres evner og succes i datinglivet. En dating coach arbejder med klienter for at identificere og overvinde udfordringer i deres datingliv, udvikle bedre strategier for at møde potentielle partnere, og forbedre deres kommunikations- og relationsfærdigheder.

## Etik og standarder i coaching
Siden midten af 1990'erne har faglige sammenslutninger indenfor coaching, som Association for Coaching (AC), International Coaching Community (ICC), European Mentoring and Coaching Council (EMCC), International Association of Coaching (IAC) og International Coach Federation (ICF) arbejdet for at udvikle standarder for coaching.
En af udfordringerne inden for coaching er at opretholde niveauer af professionalisme, standarder og etik. Til dette formål har coaching-organisationer etiske retningslinjer og medlemsstandarder. Men fordi disse organisationer ikke er reguleret, og fordi coaches ikke behøver at tilhøre en sådan krop, er etik og standarder varierende på området.
I februar 2016 lancerede AC og EMCC en "Global Code of Ethics" for hele branchen; individer, foreninger og organisationer opfordres til at underskrive det.